# حزب سوسیال دموکراسی برزیل
حزب سوسیال دموکراسی برزیل (پرتغالی: Partido da Social Democracia Brasileira) از احزاب سیاسی فعال در برزیل است، که در سال ۱۹۸۸ تأسیس شد.